# Castrul roman Samum
Castrul roman Samum de la Cășeiu, județul Cluj, a fost construit în jurul anului 106, ca și parte a șirului de castre de apărare Moigrad-Porolissum - Tihău - Cășeiu - Ilișua.

## Descriere
Castrul a fost construit pe malul râului Someș, aproximativ la șase kilometri de municipiul Dej și era unul dintre punctele strategice de apărare a Daciei nordice.
Castrul (situat în punctul Cetățele) este înscris pe lista monumentelor istorice din județul Cluj elaborată de Ministerul Culturii și Patrimoniului Național din România în anul 2010.